# Кюстендилска пролет
Празникът „Кюстендилска пролет“ се отбелязва всяка година в деня на пролетното равноденствие. От 21 март 1966 г. е обявен за официален празник на града и следва първият му празник – деня на освобождението на Кюстендил от османско владичество – 30 януари.
В основата му лежи почитта към соларните божества, преминали по римско време в култа към Сол Инвиктус, както и на този към лечителите Асклепий, Хигия, Телесфор, Аполон и Дионис. Освен със Слънцето, езическата традиция свързва празника и с неговите атрибути – огъня и златото. Празникът съвпада със зороастрийския Навруз, още повече, че по времето на управлението на император Траян (106 г. Пауталия придобива градски статут), на запад в Римската империя все по-осезаемо прониква митраизма.
Денят заимства от българския народен календар честването на Свети четиридесет мъченици.
Празникът се провежда винаги по следния сценарий с постоянни елементи:
1. конкурс за избор на девойка „Кюстендилска пролет“ с две подгласнички. Момичетата символизират настъпващата пролет, през която природата разцъфва за нов живот и надежда и се асоциират с трите нимфи – Харитите (богини на плодородието) от древните оброчни плочки, намерени под хълма Хисарлъка;
2. приемане и предаване от миналогодишните избранички на новите на символите на града, представящи богатството на Кюстендил: плодове (пресъздаващи богатството на земята в този край – овощарството), вода (поставена в античен съд) и пита;
3. събиране на кюстендилци и гостите на града на площад „Велбъжд“ пред историческата сграда на Педагогическото училище в Кюстендил (независимо от атмосферните условия), след което всички се отправят на разходка към хълма в лесопарк Хисарлъка;
4. на хълма Хисарлъка пред главната порта от изток на античната крепост пристига избраната девойка, символизираща всяка пролет, заедно с подгласничките ѝ, които заедно поздравяват на това място с настъпващата пролет кюстендилци и гостите на града, след което следва концертна програма на мястото и всеобщо веселие.

Всички изяви са обединени в една културна програма, която продължава няколко дни и всяка година има свой акцент. Празникът „Кюстендилска пролет“ е първият в страната конкурс за най-красиво момиче. „Кюстендилска пролет“ събира в себе си съчетание на младостта и красотата, християнските традиции и древните мистерии, в основата на които лежи почитането на Слънцето с неговата живителна сила, събуждаща природата от зимен сън. Освен Слънцето, празникът култивира хармонията му с лечебните минерални извори, плодородието на земята, здравето и красотата. Девизът на празника е: 
| „ | Възвиси ме в своите празнични делници. | “ |

На 21 март 2012 г., за първи път в историята на кюстендилския празник, той е уважен на национално ниво – от министър-председателят Бойко Борисов и правителството, които провеждат на този ден изнесено свое заседание в сградата на областната управа на Кюстендилска област. 